# Montigné-le-Brillant
Montigné-le-Brillant település Franciaországban, Mayenne megyében. Lakosainak száma 1342 fő (2022. január 1.). Montigné-le-Brillant Saint-Berthevin, Ahuillé, Astillé, L’Huisserie, Laval és Nuillé-sur-Vicoin községekkel határos.

## Népesség
A település népességének változása:
| Lakosok száma | 559  | 825  | 1038 | 1247 | 1262 | 1253 | 1277 | 1322 | 1337 | 1342 |
|               | 1968 | 1982 | 1990 | 2006 | 2013 | 2015 | 2017 | 2019 | 2020 | 2022 |